# Вольфганг-Фрідріх фон Форстнер
Барон Вольфганг-Фрідріх фон Форстнер (нім. Wolfgang-Friedrich Freiherr von Forstner; 3 жовтня 1916, Карлсруе — 24 вересня 1999, Гамбург) — німецький офіцер-підводник, капітан-лейтенант крігсмаріне, фрегаттен-капітан бундесмаріне.

## Біографія
Представник знатного прусського роду спадкових військовиків. Третій син оберста Прусської армії барона Ернста фон Форстнера і його дружини Ельсбет, уродженої баронеси фон Буссе. Мав сестру-близнючку Ванду, яка померли 30 січня 1917 року.
3 квітня 1937 року вступив на флот. У вересні 1939 року відряджений в авіацію. З квітня 1940 року — спостерігач 2-ї ескадрильї 606-ї групи берегової авіації. В березні-вересні 1942 року пройшов курс підводника. З вересня 1942 року — 1-й вахтовий офіцер на підводному човні U-572. В березні-травні 1943 року пройшов курс командира човна. З 26 травня 1943 року — командир U-472. 24 лютого 1944 року вийшов у свій перший і останній похід. 4 березня 1944 року U-472 був потоплений в Баренцовому морі південно-східніше Ведмежого острова (73°05′ пн. ш. 26°40′ сх. д.) артилерійським вогнем з міноносця ВМС Британії «Онслоут» і реактивними снарядами бомбардувальника «Свордфіш» з британського ескортного авіаносця «Чейсер». 23 члени екіпажу загинули, 30 (включаючи Форстнера) були врятовані і взяті в полон. 29 листопада 1947 року звільнений.

## Звання
- Кандидат в офіцери (3 квітня 1937)
- Морський кадет (21 вересня 1937)
- Фенріх-цур-зее (1 травня 1938)
- Оберфенріх-цур-зее (1 липня 1939)
- Лейтенант-цур-зее (1 серпня 1939)
- Оберлейтенант-цур-зее (1 вересня 1941)
- Капітан-лейтенант (1 квітня 1944)

## Нагороди
- Нагрудний знак спостерігача (1940)
- Залізний хрест
  - 2-го класу (1940)
  - 1-го класу (1941)
- Авіаційна планка розвідника в бронзі (1941)
- Почесний Кубок Люфтваффе (13 квітня 1942)
- Нагрудний знак підводника (13 лютого 1943)